# Ніколаєв Олександр Олексійович
Олекса́ндр Олексі́йович Нікола́єв (рос. Александр Алексеевич Николаєв; 30 жовтня 1950 — 6 липня 2023) — російський дипломат. Генеральний консул Росії в Сімферополі (Україна).

## Життєпис
Народився 30 жовтня 1950 року. У 1973 році закінчив Московський державний інститут міжнародних відносин.
У 1973—1977 рр. — Співробітник Посольства СРСР у В'єтнамі.
У 1981—1984 рр. — Співробітник Посольства СРСР на Філіппінах.
У 1993—1998 рр. — Старший радник Постійного представництва Росії при Європейських співтовариствах у Брюсселі.
У 1998—1999 рр. — Голова Відділу відновлення в місії ОБСЄ в Косово (Югославія).
У 1999—2003 рр. — Старший радник, начальник відділу Генерального секретаріату (департаменту) МЗС Росії.
У 2003—2008 рр. — Генеральний консул Російської Федерації в місті Сімферополь.
У 2008—2009 рр. — Начальник управління у Росспівробітництві.
У 2010—2011 рр. — Заступник директора Другого департаменту Азії МЗС Росії.
З 1 лютого 2012 р. до 10 лоютого 2016 р. — Надзвичайний і Повноважний Посол Росії в Бангладеш.

## Дипломатичний ранг
- Надзвичайний і Повноважний Посланник 2 класу (21 сентября 2006)[2].
- Надзвичайний і Повноважний Посланник 1 класу (4 июня 2014)[3].